# Cazzano Sant'Andrea
Cazzano Sant'Andrea là một đô thị ở tỉnh Bergamo trong vùng Lombardia của nước Ý, có vị trí cách khoảng 70 km về phía đông bắc của Milano và khoảng 20 km về phía đông bắc của Bergamo. Tại thời điểm ngày 31 tháng 12 năm 2004, đô thị này có dân số 1.462 người và diện tích là 2,0 km².
Đô thị Cazzano Sant'Andrea có các frazione (đơn vị cấp dưới) Melgarolo.
Cazzano Sant'Andrea giáp các đô thị: Casnigo, Cene, Gandino, Leffe.